# Гивенс, Эдвард
Эдвард Гейлен Гивенс-младший (англ. Edward Galen Givens Jr.; 5 января 1930 — 6 июня 1967) — офицер Военно-воздушных сил США, лётчик-испытатель и астронавт НАСА, майор. Опыта космических полётов не имел.
Астронавт пятого набора NASA в 1966 году. Погиб в автомобильной аварии. Увековечен в скульптурной композиции «Павший астронавт» на Луне.

## Биография
Родился и вырос в Куане, штат Техас. Во время обучения в школе принимал активное участие в молодёжной организации бойскауты Америки, увлекался самолётами и планеризмом. В 1946 году получил лицензию пилота. После окончания средней школы учился один семестр в Техасском университете A & M и три семестра в Университете Оклахомы, затем поступил в Военно-морскую академию США, которую окончил с отличием в 1952 году и получил степень бакалавра наук.
В 1952 году начал службу в ВВС США в звании второго лейтенанта. Проходил лётную подготовку в качестве курсанта при командовании подготовки кадров ВВС. В 1954 году был повышен в звании до первого лейтенанта, служил лётчиком-истребителем и командиром авиазвена в 35-й авиагруппе истребителей-перехватчиков, которая базировалась в Японии.
В январе 1956 года был переведён пилотом-инструктором в школу вооружения перехватчиков ВВС. В 1958 году после окончания с отличием школы лётчиков-испытателей ВВС США по подготовке пилотов для экспериментальных лётных испытаний на базе ВВС в Калифорнии, был оставлен в той же школе в качестве инструктора по системам управления и контроля. Позже служил на авиастанции морской авиации Пойнт Мугу в Калифорнии в качестве лётчика-испытателя 4-й экспериментальной авиационной эскадрильи. Принимал участие в отработке тактики применения истребителя F8U-2N в частях авиации ВМС.
С ноября 1961 по сентябрь 1962 года служил помощником начальника школы ВВС США по подготовке пилотов для экспериментальных лётных испытаний. В октябре 1962 года поступил в Аэрокосмическую школу пилотов-исследователей ВВС, которую окончил в 1963 году. В 1966 году получил звание майора. К моменту зачисления в отряд астронавтов служил офицером по вопросам реализации проектов во 2-м отделении Отдела космических систем ВВС в Центре пилотируемых космических полётов в Хьюстоне. Участвовал в разработке реактивной установки астронавта для маневрирования в космосе (Astronaut Maneuvering Unit — AMU).
Общий налёт на самолётах разного класса составлял 3 500 часов, из них около 2 800 часов — на реактивных самолётах.

## Космическая подготовка
В 1959 году был одним из 32 кандидатов в астронавты, финалистов первого набора НАСА. В апреле 1966 года был одним из девятнадцати астронавтов зачисленных в отряд астронавтов НАСА пятого набора. Проходил подготовку по космической программе «Аполлон». Входил в экипаж поддержки первого пилотируемого полёта «Аполлон-1».

## Гибель
Погиб 6 июня 1967 года в результате автокатастрофы на своём автомобиле возле города Пэрленд, недалеко от Хьюстона. Похоронен на кладбище в родном городе Куана, штата Техас.

## Семья
Эдвард Гивенс был женат на Аде Еве Мусс. В семье трое детей: сын Эдвард Гейлен 3-й (род. 1964) и две дочери Кэтрин (род. 1963) и Диана (род. 1967).

## Память
Имя Эдварда Гивенса увековечено в скульптурной композиции «Павший астронавт» на Луне.